# Dronové peníze
Koncept „dronových peněz” (tzv. drone money) popisuje typ digitální měny obohacené o chytré kontrakty. Jde o monetární nástroj, který pomáhá zvýšit účinnost konkrétní měnové politiky tím, že poskytuje silnější a spravedlivější přenos dané politiky. Měnu vydává centrální banka nebo soukromý emitent, který tak činí, aby posílil kupní sílu jednotlivců a domácností.
Dronové peníze vychází z konceptu helikoptérových peněz (typ peněžního stimulu, který do ekonomiky vnáší hotovost stylem, jako by byla vyhozena z helikoptéry, tj. jde o nerovnoměrné rozdělení; používá se ke zvýšení peněžní zásoby národa větším utrácením, snižováním daní, zvyšuje nabídku peněz) a kombinuje ji s nástrojem CBDC (digitální měna centrální banky). Dronové peníze využívají metodu rovnoměrné distribuce a zaměřují se na jednotlivce, aby jim poskytli stejnou částku peněz prostřednictvím osobního účtu, který mu poskytne organizace, která projekt zajišťuje. Každý jednotlivec může peníze utratit, jak uzná za vhodné, čímž se měnová politika navrací zpět do služeb občanům. „Jednoduše řečeno, dronové peníze jsou krypto verzí helikoptérových peněz, které využívají nových technologií k jejich emisi. Tímto způsobem se obchází neúspěšné přenosové kanály a peníze jsou distribuovány přímo domácnostem, nikoli přes banky a finanční trhy.“
Koncept „dronových peněz” byl poprvé implementován v Kyjově (Česká republika) v pilotním projektu Corrency, který vytvořil Pepe Rafaj se svou společností I, Foundation. Projekt Corrency byl vytvořen jako reakce na uzavření národní ekonomiky v souvislosti s pandemií covidu-19 za účelem oživení lokální ekonomiky. Pilotní projekt využil konceptu dronových peněz a spojil jej s peněžní účastí občanů. „Chtěl jsem zjistit, jak z helikoptérových peněz udělat dronové peníze, které budou cíleně zaměřeny a efektivně vynaloženy na posílení nabídky a poptávky," řekl Rafaj.